# Иевлево (городской округ Клин)
Иевлево — деревня в городском округе Клин Московской области России.

## Население
| 1852 | 1859 | 1886 | 1890 | 1899 | 1926 | 2002 |
| ---- | ---- | ---- | ---- | ---- | ---- | ---- |
| 257  | ↗277 | ↗301 | ↘275 | ↘273 | ↘194 | ↘7   |
| 2006 | 2010 |      |      |      |      |      |
| ↗12  | ↗35  |      |      |      |      |      |

## География
Деревня Иевлево расположена на севере Московской области, в южной части городского округа Клин, примерно в 10 км к югу от окружного центра — города Клина, на левом берегу безымянного левого притока реки Катыш (правый приток Истры), высота центра над уровнем моря — 206 м. В деревне две улицы — Стекольная и Тульская, зарегистрировано садоводческое некоммерческое товарищество (СНТ). В 3,5 км к западу от деревни проходит Большое московское кольцо А108, в 3,5 км к северо-востоку — линия Ленинградского направления Октябрьской железной дороги. Ближайшие населённые пункты — Кононово на юго-западе, Михайловское на юго-востоке и Отрада на юге.

## История
В середине XIX века в деревне Иевлева государственных имуществ 2-го стана Клинского уезда Московской губернии было 23 двора, крестьян 118 душ мужского пола и 139 душ женского.
В 1854—1864 гг. вместо упразднённой в соседнем Михайловском церкви была построена каменная типовая церковь Иконы Божией Матери Знамение с Ильинским и Никольским приделами. Однако в середине XX столетия храм был разрушен.
В «Списке населённых мест» 1862 года — казённое село 2-го стана Клинского уезда по Звенигородскому тракту, в 10 верстах от уездного города и 33 верстах от становой квартиры, при колодцах, с 31 двором, православной церковью и 277 жителями (131 мужчина, 146 женщин).
В 1886 году насчитывалось 52 двора, проживал 301 человек.
В 1899 году село с 273 жителями входило в состав Троицкой волости Клинского уезда, имелась церковно-приходская школа.
По данным на 1911 год число дворов составляло 53.
По материалам Всесоюзной переписи населения 1926 года — административный центр Иевлевского сельсовета Троицкой волости Клинского уезда, в 8,5 км от Ленинградского шоссе и 12,8 км от станции Клин Октябрьской железной дороги; проживало 779 человек (376 мужчин, 403 женщины), насчитывалось 171 хозяйство, из которых 159 крестьянских, имелась школа.
С 1929 года — населённый пункт Московской области в составе:
- Иевлевского сельсовета Клинского района (1929—1939);
- Троицкого сельсовета Клинского района (1939—1963, 1965—1975);
- Троицкого сельсовета Солнечногорского укрупнённого сельского района (1963—1965);
- Малеевского сельсовета Клинского района (1975—1994);
- Малеевского сельского округа Клинского района (1994—2006)[22][23];
- сельского поселения Нудольское Клинского района (2006—2017)[24];
- городского округа Клин (с 2017).